# 電気工事士
電気工事士（）（英: Electrician エレクトリシャン）は、電気工事の作業に従事するために電気工作物の工事に関する専門的な知識と技能を有する者に与えられる国家資格であり、またその免状を都道府県知事により交付されている者である。電気工事士には第一種電気工事士と第二種電気工事士とがある。
電気工事士法の定めにより、原則として電気工事士の免状を受けている者でない限り、一般用電気工作物および500kW未満の自家用電気工作物の工事に従事することはできない（違反した場合には拘禁刑または罰金の規定がある。なお、500kW以上の自家用電気工作物の工事は適用除外）。

## 義務
電気工事士の義務は次のとおり。法は電気工事士法。
- 第一種電気工事士は5年以内ごとに講習を受ける義務（法 第4条の3[3]）
- 電気設備技術基準に適合するように電気工事の作業を行う義務（法 第5条第1項[4]）
- 電気工事の作業に従事する際、電気工事士免状を携帯する義務（法 第5条第2項）
- 都道府県知事より要求された場合に、電気工事の業務に関して報告する義務（法 第9条第1項）
- 電気工事において、電気用品安全法に定める表示が付されている電気用品を使用する義務（電安法 第28条第1項）

なお、報告義務に関しては罰則規定が定められている（法 第15条）
第一種電気工事士の5年以内ごとの講習は、2012年度までは独立行政法人製品評価技術基盤機構（NITE）が唯一指定され、実際の講習は一般財団法人電気工事技術講習センターに再委託される独占業務であった（さらに日本電気協会、全日本電気工事業工業組合連合会等へ再々委託されていた）。しかし民国連立政権下の規制緩和・制度改革により、2013年度からNITEは関与せず、新たに指定された3民間法人と合わせて、次の4団体から自由に選択できることとなった。
- 一般財団法人電気工事技術講習センター
- 株式会社東京リーガルマインド（令和5年3月31日で廃止）
- 株式会社日建学院
- 株式会社総合資格学院法定講習センター

## 工事施設
- 事務所・研究所等
- 商業・ホテル・ホール・サービス施設等
- 工場・施設農場等
- 医療・福祉施設等
- 学校・博物館等
- 住宅・マンション等
- 橋、道路等を含む公共施設等

など、電力を必要とする施設のほとんど

## 分類
以下の区分で電気工事士として、工事に従事することが可能。
- 第一種電気工事士
  - 500kW未満の自家用電気工作物（中小工場、ビル、高圧受電の商店等)
（ネオン工事及び非常用予備発電装置工事を除く）
  - 一般用電気工作物（一般家屋、小規模商店、600V以下で受電する電気設備等）

- 第二種電気工事士
  - 一般用電気工作物（一般家屋、小規模商店、600V以下で受電する電気設備等）

| 右記 以外                                 | 簡易 電気工事 | ネオン設備 | 非常用 予備発電 | 電気工事士法の適用除外 | 電気工事士法の適用除外 |   |   |
| 第一種電気工事士                          | ○             | ○          | ○               | 電気工事士法の適用除外 | 電気工事士法の適用除外 | × | × |
| 第二種電気工事士                          | ○             | ×          | ×               | 電気工事士法の適用除外 | 電気工事士法の適用除外 | × | × |
| 認定電気工事従事者                        | ×             | ×          | ○               | 電気工事士法の適用除外 | 電気工事士法の適用除外 | × | × |
| 特種電気工事資格者 （ネオン）             | ×             | ×          | ×               | 電気工事士法の適用除外 | 電気工事士法の適用除外 | ○ | × |
| 特種電気工事資格者 （非常用予備発電装置） | ×             | ×          | ×               | 電気工事士法の適用除外 | 電気工事士法の適用除外 | × | ○ |

### 旧資格との関連
- 高圧電気工事技術者 → 第一種電気工事士(条件あり)
  - 高圧電気工事技術者試験合格のみでは、第一種電気工事士としての工事はできない。
  - 高圧電気工事技術者免状所持と所定の実務経験3年を経ることで、第一種電気工事士の免状を取得することができる。(現在でも有効)
  - 許可主任技術者（後述）については、第一種電気工事士と同様である。(現在も有効)
- 電気工事士 → 第二種電気工事士（1987年より）
  - 実務経験5年＋講習（電気工事技術講習センターが実施）により第一種電気工事士に上位移行（講習1種と呼ばれていた）できる経過処置があった。2年間限定であり現在はすでに終了している。

## 資格取得方法
電気工事士免状は取得要件を満たした後、申請により住民票のある都道府県の知事より交付される。

### 取得要件
- 第一種電気工事士（試験合格+実務経験）[2021年4月1日以降]
  - 第一種電気工事士試験に合格し、電気工事の実務経験を通算3年以上有する者
- 第一種電気工事士（試験合格+実務経験）[2021年3月31日まで]
  - 第一種電気工事士試験に合格し、電気工事の実務経験を通算5年以上有する者[注 3]
  - 第一種電気工事士試験の合格者で、大学、短大または高等専門学校（5年制）において、「電気理論」、「電気計測」、「電気機器」、「電気材料」、「送配電」、「電気法規」、「製図（配線図を含む物）」の課程を修め卒業後、電気工事の実務経験を通算3年以上有する者
- 第一種電気工事士（認定）
  - 昭和62年以前に実施されていた高圧電気工事技術者試験に合格後、電気工事の実務経験を通算3年以上有する者
  - 電気主任技術者免状交付または電気事業主任技術者（旧電気事業主任技術者資格検定規則（昭和7年逓信省令第54号））の資格を有する者で、有資格者となった後に実務経験として認められる電気工事、または事業用電気工作物の維持及び運用に関する業務を通算5年以上有する者

- 第二種電気工事士
  - 第二種電気工事士試験に合格した者
  - 経済産業大臣認定の第二種電気工事士養成施設（専修学校や専門学校、公共職業訓練施設等）を、所定の単位を修めて卒業(修了)した者

### 実務経験の対象になる電気工事
- 第二種電気工事士免状又は旧電気工事士免状取得後に行った、住宅や小規模な店舗などにおける一般用電気工作物の電気工事
- 小・中規模な工場やビル、店舗など最大電力500kW未満の需要設備において、認定電気工事従事者証取得後に行った簡易電気工事
- 大規模な工場やビルなど最大電力500kW以上の自家用電気工作物の設置・変更の工事
- 事業用電気工作物のうち、電力会社の発電所や変電所、開閉所、送配電線などの電気事業の用に供する電気工作物の設置・変更の工事
- 経済産業大臣が指定する第二種電気工事士養成施設の教員として担当する第二種電気工事士養成に必要な実習

### 実務経験の対象にならない電気工事
- 電気工事士法施行令で電気工事の作業から除かれる軽微な工事
- 電気工事士法で別の資格が必要とされる特殊電気工事（最大電力500kW未満の需要設備における電気工事のうちネオン工事及び非常用予備発電装置工事）
- 5万V以上で使用する架空電線路の工事
- 保安通信設備の工事
- キュービクルや変圧器等の据え付けに伴う基礎工事
- 電気設備の設計または検査のみの業務で、自ら施工しない場合
- 電気機器の製造業務

### 免状交付手数料
- 電気工事士免状交付手数料（収入証紙（廃止した都道府県については現金・納付書など）にて納入。）
  - 第一種 : 6,000円（再交付2,700円）　
  - 第二種 : 5,300円（再交付2,700円）

### 電気工事士免状
- 電気工事士免状は、電気工事士法第4条に定める要件を満たし、かつ欠格条項に該当しない場合、申請により申請者住所地の都道府県知事（認定の場合は認定した都道府県知事）より交付される。
  - 電気工事士試験に合格しても、申請を行わないと交付されない。なお、試験合格後の申請について期限はないため、申請はいつでも可能である。
- 有効期限はなく、写真の書換等も必要はない。
- 自主返納
  - 第一種電気工事士は、免状の交付を受けている間は、現に電気工事作業に就いているかを問わず5年ごとの講習受講義務があるため、退職や高齢等により免状が不要となった場合は自主返納をして講習受講義務を免れることが可能である。講習受講期限は免状の有効期限ではないので、講習受講期限を経過しても免状は失効せず、講習受講義務違反の状態となる。自主返納であっても、再度交付を受けるには改めて試験の受験から必要である。
  - 第二種電気工事士は、第一種とは異なり講習の受講義務はなく、実務上免状を返納することによる利益がないことから、自主返納の制度がない。
- 免状の様式は、電気工事士法施行規則第7条（様式第3及び第3の2）により定められており、電気工事士法施行規則の一部を改正する省令（令和3年経済産業省令第21号）施行日の令和4年4月1日より、経過措置を経て令和5年4月1日交付分までに全てプラスチックカードとなる[5]。
  - 旧規則において、第一種電気工事士免状は、全都道府県において紙製手帳型で表面カバーが施されていた。これは、第一種電気工事士には5年ごとの講習受講義務がありその履歴を記載する必要があるため追記可能な状態である必要があり、かつ頁数が多いからであった。改正後は裏面に記載欄がある。第二種電気工事士免状は、第一種とは異なり講習履歴欄はないが、第一種と同様の紙製で2つ折りの表面カバー仕様としている都道県と、耐久性向上を目的として紙製の両面印刷にラミネート加工（頁数が2頁のため両面印刷で足り、交付後の追記が実務上必要ないため、ラミネート加工が可能である）を実施している府県があった。住所欄については、交付時に申請者住所が記載されている場合と、記載を省略（空欄）のままとしている都道府県に分かれていたが、同改正によりプラスチックカード様式では省略されている。
  - マイナンバーカードのICチップへの記録も検討されている。
- 地方産業保安監督部長の交付する認定証も、すべての種類において紙製のラミネート加工で、裏面は住所及び備考欄が記載できるよう、シール貼りとなっていたが、改正後(同規則様式第5の6)は単に裏面は記事欄のみとなる。
- いずれの改正前の様式の免状も従前通り効力を有する。

### 試験
一般財団法人電気技術者試験センターが第一種、第二種とも年2回実施する。第一種、第二種とも学科試験と技能試験があり、技能試験は学科試験合格者又は学科試験免除者が受験できる。なお平成18年度（2006年度）より試験内容に一部変更があった。令和5年度より筆記試験の名称が学科試験になり両種共、学科試験にCBT方式が併用されまた、学科試験の合格点は60点に決められた。また、令和6年度より第一種は上期試験と下期試験の年2回実施になり、上期試験の学科試験はCBT方式のみの実施となった。
受験資格
制限なし
学科試験の免除
- 第一種電気工事士試験：電気主任技術者の資格保有等により免除される。
- 第二種電気工事士試験：工業高等学校電気科卒業や専門学校、大学などの認定校の科目取得による卒業、電気主任技術者の資格保有等により免除される。

受験手数料等（令和6年度（2024年度）試験）
- 第一種電気工事士試験：10,900円
- 第二種電気工事士試験：9,300円

試験日
- 第一種電気工事士　
  - 上期
    - 学科試験：CBT方式4〜5月、筆記方式なし
    - 技能試験：7月

  - 下期
    - 学科試験：CBT方式9月、筆記方式10月
    - 技能試験：11月

- 第二種電気工事士
  - 上期
    - 学科試験：CBT方式4〜5月、筆記方式5月
    - 技能試験：7月

  - 下期
    - 学科試験：CBT方式9〜10月、筆記方式10月
    - 技能試験：12月

受験会場
全国各地のテストセンターまたは試験会場

#### 学科試験
CBT方式ではコンピュータを利用した問題提示と四肢択一方式の回答、筆記方式では問題用紙とマークシートを使用して四肢択一方式により行う。第一種・第二種共に問題数は50問で内訳は一般問題30問、配線図問題20問である。なお、電卓及び計算尺の使用はできない。

#### 技能試験
技能試験は、電動工具以外の作業用工具を使用して、定められた時間内で配線図で与えられた問題を完成させることにより、技能を評価する試験である。インターネットなどで試験センターより事前に第一種は10問、第二種は13問の候補問題が公表されるが、施工条件は公表されないため、予測を立てて試験対策をする必要がある。

#### その他
- 工業高等学校のジュニアマイスター顕彰制度[9]において、第一種電気工事士試験に合格した者には20ポイントが、第二種電気工事士試験に合格した者には7ポイントが付与される。

一部の工業高等学校では第二種電気工事士の取得を必須、すなわち卒業単位としている。

## 他の国家資格との関連について
電気工事士は、次の公資格の受験資格の取得または認定を受けることができる。
- 認定電気工事従事者 - 簡易電気工事（電圧600V以下で使用する自家用電気工作物（最大電力500kW未満の需要設備））の作業に従事できる。
  - 次の認定条件を満たす者が住所地を管轄する各産業保安監督部長に申請し、認定電気工事従事者認定者証の交付を受ける。
    - 第一種電気工事士試験に合格
    - 第二種電気工事士の免状交付後3年以上の実務経験
    - 第二種電気工事士で認定電気工事従事者認定講習を修了
- 特種電気工事資格者（ネオン） - ネオンサインの工事の作業に従事できる。
  - ネオン工事技術者試験に合格後、産業保安監督部に申請することにより、取得できる。なお、試験は、第二種電気工事士の免状交付を受けている者等が受験できる。受験資格にネオンサインの実務経験年数は問われず、そのため、学生でも特種電気工事資格者（ネオン）を取得できる。
  - 実務経験で取得する場合は、5年以上のネオン工事の経験を積んだのち、特種電気工事資格者講習を受け、所轄の産業保安監督部長等に申請し、特種電気工事資格者認定者証（ネオン工事）の交付を受けたとき。
- 特種電気工事資格者（非常用予備発電装置） - 予備発電装置の工事の作業に従事できる。
  - 5年以上の予備発電装置工事の経験を積んだのち特種電気工事資格者講習を受け、所轄の産業保安監督部長等に申請し、特種電気工事資格者認定者証（予備発電装置工事）の交付を受けたとき。
- 消防設備士 - 甲種の受験資格および試験の一部免除、乙種の試験の一部免除
  - 甲種第1類〜第3類、乙種第1類〜第3類→電気に関する基礎的知識
  - 甲種第4類、乙種第4類→電気に関する基礎的知識、消防用設備等の構造・機能の電気に関する部分、鑑別等試験の一部
  - 乙種第7類→電気に関する基礎的知識、消防用設備等の構造・機能の電気に関する部分、鑑別等試験全問
- 消防設備点検資格者 - 消防設備点検資格者講習の受講資格
- 建設業法による専任技術者(主任技術者)資格
  - 第二種取得者は3年以上の実務経験が必要
    - （ただし、会社が請け負った工事が他業種(建築や管工事など)の経験で付帯工事として行った電気工事業の経験は、対象にならない）

- 電気工事施工管理技士の受検資格
  - （令和10年度までの経過措置／旧受検資格）
    - 第一種取得者（合格ではなく免状交付されていること）は(免状交付に実務経験が必要な為、追加の)実務経験なしで受験可能（1級及び2級の第二次検定)
    - 第二種取得者は、免状取得後1年以上の管理経験（2級第二次検定のみ)

  - （令和6年度以降の新受検資格）
    - 第一種電気工事士試験合格または免状交付後、実務経験5年以上もしくは特定実務経験 1年以上を含む実務経験3年以上（1級第二次検定)
    - 電気工事士試験合格後または免状交付後、実務経験1年以上（2級第二次検定)

## 許可主任技術者
自家用電気工作物については、設置者（事業場の代表者）が所轄の産業保安監督部長等の許可を受ければ電気主任技術者免状の交付を受けてない者でも電気工事士の資格保有者等を主任技術者として選任することができる（一般にこれを許可主任技術者と称する）。
- 学校教育法（昭和22年法律第26号）による高等学校又はこれと同等以上の教育施設において、電気事業法の規定に基づく主任技術者の資格等に関する省令（昭和40年通商産業省令第52号）第7条第1項各号の科目を修めて卒業した者、電気工事士法（昭和35年法律第139号）第3条第1項に規定する第一種電気工事士、第一種電気工事士試験合格者、高圧電気工事技術者試験合格者は、最大電力500kW未満の需要設備、出力500kW未満の発電所、1万V未満の変電所、1万V未満の送配電線路を管理する事務所、非自航船用電気設備であって出力1000kW未満の発電所又は最大電力1000kW未満の需要設備。
- 第二種電気工事士の場合は100kW未満の受電設備に限定。

上記の用件を満たした上で、かつ、電気工作物の工事、維持及び運用の保安上支障がないと認められる場合に限り許可される。
許可主任技術者は許可を受けた事業場の電気工作物に限って認められるもので、一般的資格を付与されるものではない。したがってその者が、他の事業場に勤務して、再び主任技術者となるときは、改めて許可を受けなければならない。また、同一事業場でも、その設備の規模・内容を著しく変更したような場合には、許可を取り消されることがある。つまり、主任技術者はあくまでも電気主任技術者の有資格者を選任することが原則であり、許可主任技術者は電気主任技術者の有資格者が従業員にいないなどやむを得ない理由により、小規模な自家用電気工作物に限って「許可」を受けるものであることに留意しなければならない。

## 無資格者による電気工事問題
- 2006年（平成18年）4月 - イオンが委託したエアコン工事を、委託契約している会社の社員が無資格にもかかわらず2万件以上不正工事を実施[11]。

これらを受けて電気工事士の資格を要しない作業が明確化（後述）された。現在では家庭用エアコンの取り付け作業は、コンセントの増設や接地極の埋設、接続線を継ぎ足すなどの電気工事を伴わないかぎり電気工事士の資格は通常必要ない。
- 2007年（平成19年）4月11日 - 大和ハウス工業株式会社　経済産業省原子力安全・保安院電力安全課より通達[12]
- 2010年（平成22年）10月28日 - 積水ハウス株式会社　経済産業省原子力安全・保安院電力安全課より通達[13]

一般家庭の電気工作物は「一般用電気工作物」に分類されており、工事には第一種または第二種電気工事士の資格が必要であることが電気工事士法に定められている。
電気工事士法は「電気工事の作業に従事する者の資格及び義務を定め、もつて電気工事の欠陥による災害の発生の防止に寄与すること」を目的とした法律である。工事の依頼者も電気工事士法の趣旨を理解し、安全のため工事に従事する者の資格について関心をもたなければならないという事例である。

### エアコン設置工事における保安確保の徹底と省令改正
2008年（平成20年）12月、電気工事士法施行規則の改正に伴い、原子力安全・保安院より「解釈適用」が出されエアコン設置工事における電気工事の範囲の明確化が行われた。電気工事士の資格が不要な「軽微な作業」とされた内容のうち主なものは次の通りである。
- 600V以下で使用するエアコンの室内機及び室外機の接続端子に内外接続電線を差し込む作業
- 600V以下で使用するエアコンに接地線を接続する作業、接地線を接地端子に接続する作業

なお、600V以下であっても電線や接地線を継ぎ足して接続する場合や、接地極を地面に埋設する作業等は電気工事士が行う工事となっている。

### 演出空間
演出空間では無資格者が作業を行っている現状を考慮し、演出空間仮設電気設備指針において接続をすべて差込接続器とすることで無資格者による「工事」を可能にした。

## 職能団体
電気工事士の職能団体としては、一般社団法人日本電気工事士協会がある。電気工事士の地位向上、技術向上、社会貢献を目的とした公益活動をおこなうほか、第一種電気工事士、第二種電気工事士の国家試験受験準備講習会等を実施している。